# 阿梅斯
阿梅斯，是西班牙加利西亚自治区拉科鲁尼亚省的一个市镇。总面积80km², 总人口31,278人（2018年），人口密度391人/km²。

## 地理
阿梅斯下辖11个堂区，116个地方；主要人口中心为米利亚多伊罗（O Milladoiro）和贝尔塔米兰斯（Bertamiráns）。

## 人口
| 阿梅斯历史人口变化图                                       |
|                                                            |
| 来源：西班牙国家统计局（1900-1991年，实际人口）（2000年-） |

阿梅斯的人口在20世纪90年代后期出现了爆炸式增长。这与加利西亚自治区法定首府聖地亞哥-德孔波斯特拉的住房短缺问题有着密切联系。阿梅斯作为圣地亚哥的卧城，吸引了大量年轻的居民在这里定居。阿梅斯人口的平均年龄介于36至38岁之间，在所有西班牙市镇中处于较低水平。